# Architects/Diskografie
Diese Diskografie ist eine Übersicht über die musikalischen Werke der englischen Metalcore-Band Architects. Ihre erfolgreichste Veröffentlichung ist ihr neuntes Studioalbum For Those That Wish to Exist, welches Platz eins der britischen Albumcharts erreichte.

## Alben

### Studioalben
| Jahr | Titel Musiklabel                                        | Höchstplatzierung, Gesamtwochen, AuszeichnungChartplatzierungen (Jahr, Titel, Musiklabel, Platzierungen, Wochen, Auszeichnungen, Anmerkungen) | Höchstplatzierung, Gesamtwochen, AuszeichnungChartplatzierungen (Jahr, Titel, Musiklabel, Platzierungen, Wochen, Auszeichnungen, Anmerkungen) | Höchstplatzierung, Gesamtwochen, AuszeichnungChartplatzierungen (Jahr, Titel, Musiklabel, Platzierungen, Wochen, Auszeichnungen, Anmerkungen) | Höchstplatzierung, Gesamtwochen, AuszeichnungChartplatzierungen (Jahr, Titel, Musiklabel, Platzierungen, Wochen, Auszeichnungen, Anmerkungen) | Höchstplatzierung, Gesamtwochen, AuszeichnungChartplatzierungen (Jahr, Titel, Musiklabel, Platzierungen, Wochen, Auszeichnungen, Anmerkungen) | Höchstplatzierung, Gesamtwochen, AuszeichnungChartplatzierungen (Jahr, Titel, Musiklabel, Platzierungen, Wochen, Auszeichnungen, Anmerkungen) | Anmerkungen                                                                        |
| Jahr | Titel Musiklabel                                        | DE | AT | CH | UK | US | Rock | Anmerkungen                                                                        |
| ---- | ------------------------------------------------------- | --- | --- | --- | --- | --- | --- | ---------------------------------------------------------------------------------- |
| 2006 | Nightmares Distort Entertainment                        | — | — | — | — | — | — | Erstveröffentlichung: 15. Mai 2006                                                 |
| 2007 | Ruin Distort Entertainment                              | — | — | — | — | — | — | Erstveröffentlichung: 25. Juni 2007 Wiederveröffentlichung 2008 über Century Media |
| 2009 | Hollow Crown Century Media                              | — | — | — | — | — | — | Erstveröffentlichung: 26. Januar 2009                                              |
| 2011 | The Here and Now Century Media                          | — | — | — | UK57 (1 Wo.)UK | — | — | Erstveröffentlichung: 19. Januar 2011                                              |
| 2012 | Daybreaker Century Media                                | DE93 (1 Wo.)DE | — | — | UK42 (1 Wo.)UK | — | — | Erstveröffentlichung: 28. Mai 2012                                                 |
| 2014 | Lost Forever // Lost Together Epitaph Records           | DE36 (1 Wo.)DE | AT30 (1 Wo.)AT | — | UK16 (1 Wo.)UK | — | — | Erstveröffentlichung: 11. März 2014                                                |
| 2016 | All Our Gods Have Abandoned Us Epitaph Records          | DE8 (2 Wo.)DE | AT17 (2 Wo.)AT | CH27 (1 Wo.)CH | UK15 (1 Wo.)UK | US109 (1 Wo.)US | Rock13 (1 Wo.)Rock | Erstveröffentlichung: 27. Mai 2016                                                 |
| 2018 | Holy Hell Epitaph Records                               | DE7 (2 Wo.)DE | AT13 (1 Wo.)AT | CH17 (1 Wo.)CH | UK18 (1 Wo.)UK | US89 (1 Wo.)US | Rock14 (1 Wo.)Rock | Erstveröffentlichung: 9. November 2018                                             |
| 2021 | For Those That Wish to Exist Epitaph Records            | DE3 (3 Wo.)DE | AT5 (2 Wo.)AT | CH7 (2 Wo.)CH | UK1 (2 Wo.)UK | US80 (1 Wo.)US | Rock11 (1 Wo.)Rock | Erstveröffentlichung: 26. Februar 2021                                             |
| 2022 | The Classic Symptoms of a Broken Spirit Epitaph Records | DE12 (2 Wo.)DE | AT24 (1 Wo.)AT | CH17 (1 Wo.)CH | UK18 (1 Wo.)UK | — | — | Erstveröffentlichung: 21. Oktober 2022                                             |
| 2025 | The Sky, the Earth & All Between Epitaph Records        | DE3 (3 Wo.)DE | AT5 (2 Wo.)AT | CH9 (3 Wo.)CH | UK2 (2 Wo.)UK | US152 (1 Wo.)US | — | Erstveröffentlichung: 28. Februar 2025                                             |

### Livealben
| Jahr | Titel Musiklabel                                           | Höchstplatzierung, Gesamtwochen, AuszeichnungChartplatzierungen (Jahr, Titel, Musiklabel, Platzierungen, Wochen, Auszeichnungen, Anmerkungen) | Höchstplatzierung, Gesamtwochen, AuszeichnungChartplatzierungen (Jahr, Titel, Musiklabel, Platzierungen, Wochen, Auszeichnungen, Anmerkungen) | Höchstplatzierung, Gesamtwochen, AuszeichnungChartplatzierungen (Jahr, Titel, Musiklabel, Platzierungen, Wochen, Auszeichnungen, Anmerkungen) | Höchstplatzierung, Gesamtwochen, AuszeichnungChartplatzierungen (Jahr, Titel, Musiklabel, Platzierungen, Wochen, Auszeichnungen, Anmerkungen) | Höchstplatzierung, Gesamtwochen, AuszeichnungChartplatzierungen (Jahr, Titel, Musiklabel, Platzierungen, Wochen, Auszeichnungen, Anmerkungen) | Höchstplatzierung, Gesamtwochen, AuszeichnungChartplatzierungen (Jahr, Titel, Musiklabel, Platzierungen, Wochen, Auszeichnungen, Anmerkungen) | Anmerkungen                            |
| Jahr | Titel Musiklabel                                           | DE | AT | CH | UK | US | Rock | Anmerkungen                            |
| ---- | ---------------------------------------------------------- | --- | --- | --- | --- | --- | --- | -------------------------------------- |
| 2022 | Live at the Royal Albert Hall Epitaph Records              | — | — | — | UK65 (1 Wo.)UK | — | — | Erstveröffentlichung: 18. Februar 2022 |
| 2022 | For Those That Wish to Exist at Abbey Road Epitaph Records | DE10 (1 Wo.)DE | — | CH45 (1 Wo.)CH | — | — | — | Erstveröffentlichung: 25. März 2022    |

### EPs
| Jahr | Titel Musiklabel                            | Anmerkungen                                                    |
| ---- | ------------------------------------------- | -------------------------------------------------------------- |
| 2008 | Architects & Dead Swans Thiry Days of Night | Erstveröffentlichung: 25. Februar 2008 Split-EP mit Dead Swans |

### Demos
| Jahr | Titel Musiklabel       | Anmerkungen                |
| ---- | ---------------------- | -------------------------- |
| 2005 | 2005 Demo Selbstverlag | Erstveröffentlichung: 2005 |

## Singles
| Jahr | Titel Album                          | Höchstplatzierung, Gesamtwochen, AuszeichnungChartplatzierungen (Jahr, Titel, Album, Platzierungen, Wochen, Auszeichnungen, Anmerkungen) | Höchstplatzierung, Gesamtwochen, AuszeichnungChartplatzierungen (Jahr, Titel, Album, Platzierungen, Wochen, Auszeichnungen, Anmerkungen) | Höchstplatzierung, Gesamtwochen, AuszeichnungChartplatzierungen (Jahr, Titel, Album, Platzierungen, Wochen, Auszeichnungen, Anmerkungen) | Höchstplatzierung, Gesamtwochen, AuszeichnungChartplatzierungen (Jahr, Titel, Album, Platzierungen, Wochen, Auszeichnungen, Anmerkungen) | Höchstplatzierung, Gesamtwochen, AuszeichnungChartplatzierungen (Jahr, Titel, Album, Platzierungen, Wochen, Auszeichnungen, Anmerkungen) | Höchstplatzierung, Gesamtwochen, AuszeichnungChartplatzierungen (Jahr, Titel, Album, Platzierungen, Wochen, Auszeichnungen, Anmerkungen) | Anmerkungen                            |
| Jahr | Titel Album                          | DE | AT | CH | UK | US | Rock | Anmerkungen                            |
| --- | ------------------------------------ | --- | --- | --- | --- | --- | --- | -------------------------------------- |
| 2020 | Animals For Those That Wish to Exist | — | — | — | — | — | Rock42 (1 Wo.)Rock | Erstveröffentlichung: 20. Oktober 2020 |
| Folgende Lieder erschienen nicht als Single, wurden aber durch das Album zum Download und Streaming bereitgestellt und konnten somit eine Platzierung erlangen: |                                      | | | | | | |                                        |
| |                                      | | | | | | |                                        |
| 2018 | Holy Hell                            | — | — | — | — | — | Rock40 (1 Wo.)Rock | Charteinstieg: 24. November 2018       |

Weitere Singles
- 2010: Day in Day Out
- 2011: Learn to Live
- 2011: Heartburn
- 2011: Devil’s Island
- 2012: These Colours Don’t Run (feat. Jon Green)
- 2012: Alpha Omega
- 2013: Black Blood
- 2014: Naysayer
- 2014: Broken Cross
- 2014: Colony Collapse
- 2016: A Match Made in Heaven
- 2016: Gone with the Wind
- 2016: Downfall
- 2016: Phantom Fear
- 2017: Gravity
- 2017: Doomsday
- 2018: Hereafter
- 2018: Royal Beggars
- 2018: Modern Misery
- 2020: Black Lungs
- 2021: Dead Butterflies
- 2021: Meteor
- 2022: When We Were Young
- 2022: Tear Gas
- 2022: Deep Fake
- 2022: A New Moral Low Ground
- 2024: Whiplash
- 2025: Blackhole
- 2025: Everything Ends
- 2025: Brain Dead (feat. House of Protection)

## Videografie

### Videoalben
| Jahr | Titel Musiklabel            | Anmerkungen                           |
| ---- | --------------------------- | ------------------------------------- |
| 2013 | One Hundred Days Get Deluxe | Erstveröffentlichung: 1. Oktober 2013 |

### Musikvideos
- 2006: In the Desert
- 2008: Always
- 2008: You’ll Find Safety
- 2008: Buried at Sea
- 2008: Early Grave
- 2009: Follow the Water
- 2010: Day in Day Out
- 2011: Learn to Live
- 2011: Heartburn
- 2011: Delete, Rewind
- 2011: Devil’s Island
- 2012: Alpha Omega
- 2012: These Colours Don’t Run
- 2012: Even If You Win, You’re Still a Rat
- 2013: Black Blood
- 2014: Naysayer
- 2014: Broken Cross
- 2014: Gravedigger
- 2016: A Match Made in Heaven
- 2016: Gone with the Wind
- 2016: Downfall
- 2017: Gravity
- 2017: Doomsday
- 2018: Hereafter
- 2018: Royal Beggars
- 2018: Modern Misery
- 2018: Death Is Not Defeat
- 2020: Animals
- 2020: Black Lungs
- 2021: Dead Butterflies
- 2021: Meteor
- 2022: When We Were Young
- 2022: Tear Gas
- 2022: Deep Fake
- 2022: A New Moral Low Ground
- 2024: Whiplash
- 2025: Blackhole
- 2025: Everything Ends
- 2025: Brain Dead (feat. House of Protection)

## Statistik

### Chartauswertung
|                     | DE    | AT    | CH    | UK    | US    | Rock      |
| ------------------- | ----- | ----- | ----- | ----- | ----- | --------- |
| Nummer-eins-Alben   | DE—DE | AT—AT | CH—CH | UK1UK | US—US | Rock—Rock |
| Top-10-Alben        | DE5DE | AT2AT | CH2CH | UK2UK | US—US | Rock—Rock |
| Alben in den Charts | DE8DE | AT6AT | CH6CH | UK2UK | US4US | Rock2Rock |

|                       | DE    | AT    | CH    | UK    | US    | Rock      |
| --------------------- | ----- | ----- | ----- | ----- | ----- | --------- |
| Nummer-eins-Singles   | DE—DE | AT—AT | CH—CH | UK—UK | US—US | Rock—Rock |
| Top-10-Singles        | DE—DE | AT—AT | CH—CH | UK—UK | US—US | Rock—Rock |
| Singles in den Charts | DE—DE | AT—AT | CH—CH | UK—UK | US—US | Rock2Rock |